# 邵明安
邵明安（1956年11月9日—），湖南常德人，土壤物理学家，中国科学院院士、中国土壤学会会士。

## 生平
1982年毕业于湖南师范大学物理系。1985年，在中国科学院西北水土保持研究所（现合并于西北农林科技大学）获硕士学位。1996年，在美国艾奥瓦州立大学获博士学位。先后赴英国里丁大学和帝国理工学院、美国俄勒冈州立大学、内布拉斯加大学、艾奥瓦州立大学开展合作研究。
1998年任中国科学院水利部水土保持研究所副所長，2006年至2010年任該所所長兼党委书记。2003年至2006年任西北农林科技大学资源环境学院院长。2018年，任陕西省人民代表大会常务委员会委员、环境与资源保护工作委员会副主任（至2021年辭去相關職務）。
2017年，当选为中国科学院院士。2021年，當選為首批中国土壤学会会士。

## 社會兼職
中国土壤学会常務理事（1999年－）、副理事長（2004年－2012年）。